# Morville (Shropshire)
Morville – wieś i civil parish w Anglii, w hrabstwie Shropshire. W 2011 civil parish liczyła 392 mieszkańców. Morville jest wspomniana w Domesday Book (1086) jako Membrefelde.